# Bennetts End
Bennetts End – część miasta Hemel Hempstead, w Anglii, w hrabstwie Hertfordshire, w dystrykcie Dacorum. Leży 27 km na zachód od miasta Hertford i 35 km na północny zachód od centrum Londynu.